# Wilfried Zaha
Dazet Wilfried Armel Zaha (* 10. November 1992 in Abidjan) ist ein ivorisch-englischer Fußballspieler, der als Leihspieler von Galatasaray Istanbul bei Charlotte FC unter Vertrag steht. Er lief zunächst für englische Nachwuchsnationalmannschaften auf; von 2017 bis 2023 spielte Zaha für die ivorische Nationalmannschaft.

## Leben
Wilfried Zaha wurde in Abidjan in der Elfenbeinküste geboren. Ab seinem vierten Lebensjahr wuchs er in London auf. Er besitzt sowohl die ivorische als auch die britische Staatsbürgerschaft.

## Karriere

### Crystal Palace
Der aus der Jugendakademie von Crystal Palace stammende Wilfried Zaha debütierte am 27. März 2010 für die erste Mannschaft in der Football League Championship 2009/10 (1:2-Heimniederlage gegen Cardiff City). Sein Verein hatte im Saisonverlauf Insolvenz angemeldet und war daraufhin mit einem Abzug von zehn Punkten bestraft worden. Wegen dieses Punkteabzugs geriet der Verein in Abstiegsgefahr, sicherte sich jedoch knapp den Klassenerhalt.
In der Saison 2010/11 erspielte sich Zaha (41 Ligaspiele/1 Tor) einen Stammplatz in der von George Burley trainierten Mannschaft, den er auch nach der Entlassung von Burley unter dessen Nachfolger und bisherigen Co-Trainer Dougie Freedman behielt. Auch in der Football League Championship 2011/12 kam der junge Flügelspieler in 41 Ligaspielen zum Einsatz und steigerte dabei seine Torausbeute auf sechs Treffer. Im März 2012 wurde der 19-jährige Zaha zum „Young Player of the Year“ der Football League gewählt. Nach drei Jahren im Abstiegskampf der Football League Championship stieg Zaha mit Crystal Palace in der Saison 2012/13 in die Premier League auf.
Am 25. Januar 2013 wechselte Zaha für eine Ablösesumme von rund 10 Millionen Pfund zum Erstligisten Manchester United. Er spielte jedoch die Saison auf Leihbasis bei Crystal Palace zu Ende. Nachdem sich Zaha zuerst nicht hatte durchsetzen können, wurde er am 31. Januar 2014 bis zum Ende der Saison 2013/14 an Cardiff City ausgeliehen.
Ende August 2014 kehrte Zaha bis zum Ende der Saison 2014/15 auf Leihbasis zu Crystal Palace zurück. Anfang Februar 2015 unterzeichnete Zaha bei Crystal Palace einen Vertrag bis Sommer 2020, die Ablösesumme soll mindestens drei Millionen Pfund betragen haben. In London erkämpfte er sich nach seiner Rückkehr schnell einen Stammplatz.

### Galatasaray Istanbul
Zur Saison 2023/24 wechselte Zaha ablösefrei in die Türkei zu Galatasaray Istanbul und unterschrieb dort einen Dreijahresvertrag. Zaha wurde am Ende der Saison türkischer Meister. In der Süper Lig kam er zu 30 Einsätzen und erzielte neun Tore.

### Olympique Lyon
Für die Saison 2024/25 wurde der Außenstürmer an Olympique Lyon ausgeliehen. Olympique Lyon löste den Leihvertrag im Januar 2025 auf, Zaha kam lediglich zu sechs Pflichtspieleinsätzen.

### Charlotte FC
Im Anschluss an seinen Leihvertrag in Lyon folgte eine weitere Leihe zum Charlotte FC in die USA.

### Nationalmannschaft
Wilfried Zaha wurde am 23. Februar 2012 erstmals in die englische U-21-Nationalmannschaft berufen. Am 29. Februar 2012 bestritt er beim 4:0-Heimsieg über Belgien sein erstes Länderspiel für die U-21.
Am 14. November 2012 bestritt er, nach seiner Einwechslung in der 85. Minute für Raheem Sterling, sein erstes Länderspiel für die A-Nationalmannschaft Englands (2:4-Niederlage in Schweden).
Im November 2016 gab der ivorische Fußballverband bekannt, dass Zaha bei der FIFA einen Verbandswechsel beantragt habe. Sein Debüt für die Nationalmannschaft der Elfenbeinküste gab er in der Vorbereitung auf die Afrikameisterschaft 2017 – erneut gegen Schweden. Sein erstes Länderspieltor erzielte er wenige Tage später in einem weiteren Testspiel gegen Uganda.

## Erfolg
Galatasaray Istanbul
- Türkischer Meister: 2024